# 碓冰第三橋梁
碓冰第三橋梁（日语：／ Usui dai-san kyōryō */?）是一座位於日本群馬縣安中市松井田町坂本的橋梁，橫跨碓冰川，為日本國內最大的磚造拱橋，並已被指定為國家重要文化財。該橋由英國技師查爾斯．保納爾、鐵道院技師古川晴一設計，原是信越本線橫川車站至輕井澤車站間的鐵路橋之一，現在則作為「愛伯特之道」的人行橋。因其具有半圓形的拱券結構，故通稱為「眼鏡橋」。

## 歷史
1891年（明治24年）3月，連接橫川、輕井澤間的齒軌鐵路開工，翌年12月完工；這一系列工程中包含了數座橋梁，而碓冰第三橋梁即是其中之一，該橋於1892年（明治25年）4月開工，僅用七個多月的時間即完工。1893年（明治26年）4月1日，該段鐵路竣工通車。通車隔年，1894年（明治27年）6月20日，東京灣北部發生地震，橋台和拱券結構多處龜裂，其後進行補強工程至1895年（明治28年）。翌年，為了讓橋梁能夠承載更重的新型鐵路機車，再次對其進行了結構補強。1963年（昭和38年），信越本線橫川至輕井澤間新建成的黏著式鐵道啟用，原來的齒軌鐵路路段廢止，碓冰第三橋梁亦隨之停用。
鐵路廢止後，碓冰第三橋梁面臨拆除，但在地方人士的要求之下，最終仍決定保存。1993年（平成5年）8月17日，該橋作為「舊碓冰峠鐵道設施」的組成遺產之一，被指定為國家重要文化財。由於這段鐵路曾經輸送過蠶絲、蠶繭等重要出口貨物，安中市原要將包含該橋在內的相關鐵道設施一同納入到「富岡製絲廠和絲綢產業遺產群」的世界遺產申請之中，但這些鐵道設施後來被認定與絲綢產業的關聯性薄弱而被排除。不過，群馬縣還是將「舊碓冰峠鐵道設施」登錄到了「群馬絲綢遺產」之中，該橋同樣是組成遺產之一。2024年（令和6年），安中市成立「碓冰峠鐵道設施群世界文化遺產登錄專家會議」，旨在推動包括碓冰第三橋梁在內的「碓冰峠鐵道施設群」單獨申請世界遺產。
1996年（平成8年），橫川至碓冰第三橋梁間的原齒軌鐵路段開工改建為步道，歷經為期五年的工程後，於2001年（平成13年）竣工開放，總工程費四億六千萬日圓，命名為「愛伯特之道」；2012年（平成24年），自該橋繼續往輕井澤方向延伸到熊之平車站的步道竣工開放。

## 構造

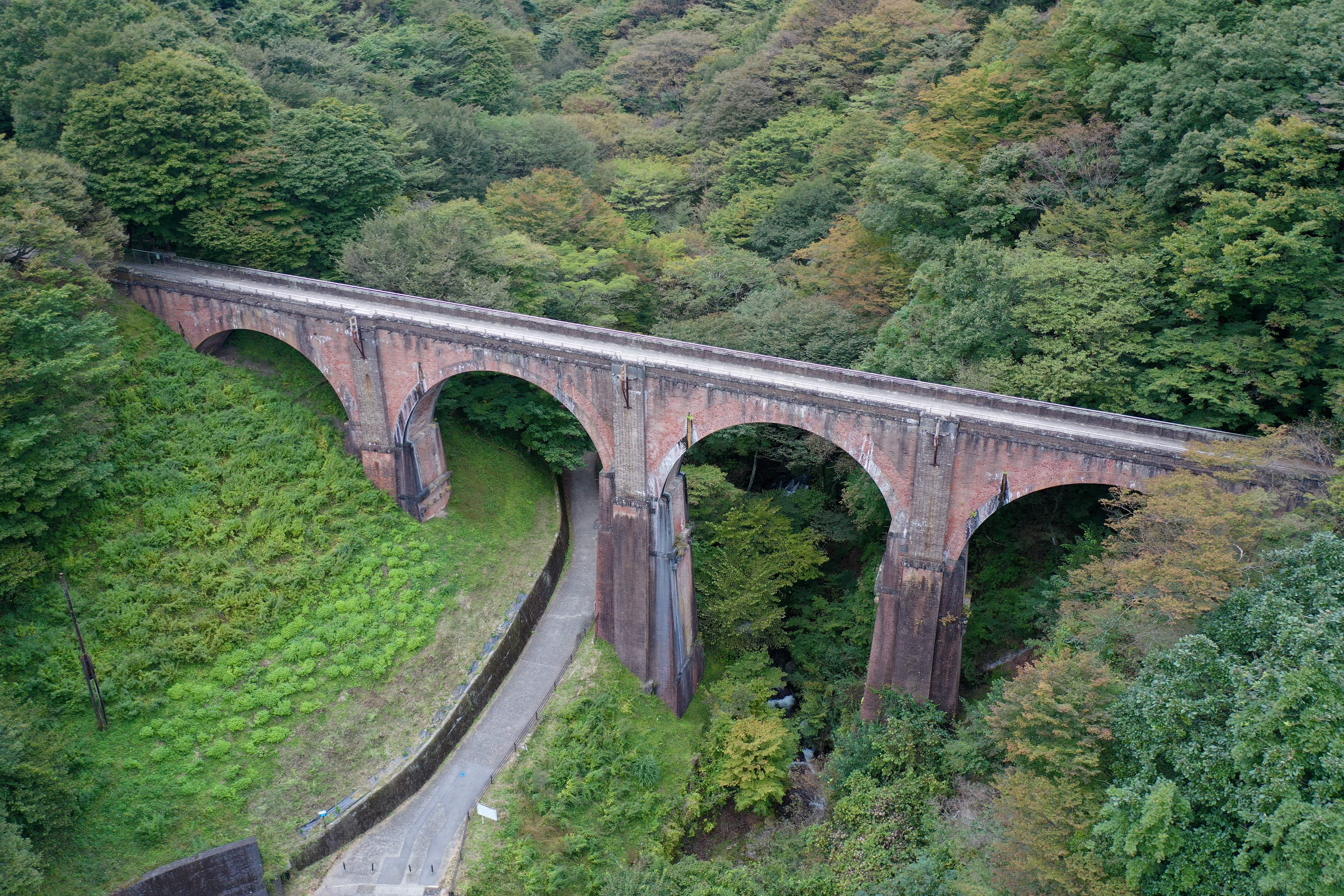
照片左側為輕井澤方向，右側為橫川方向。自右向左依序為第1橋台、第1拱券、第1墩柱、第2拱券、第2墩柱、第3拱券、第3墩柱、第4拱券、第2橋台。

#### 原設計
碓冰第三橋梁由四個內徑60英尺（約18公尺）的半圓形拱券構成，共有三支墩柱，有效跨度約21公尺；橋梁全長298.75英尺（約91公尺），全寬15.5英尺（約4.7公尺），橋面寬13.5英尺（約4.1公尺）；橫川端連接第五隧道、輕井澤端接續第六隧道，而輕井澤端較橫川端要高，橋面距谷底施工面最大高度約31公尺。
碓冰第三橋梁的主要材料為紅磚，其他石材則選用安中產的秋間石。紅磚由武州川口煉瓦燒製場、深谷煉瓦製作所供應，使用了約200萬個紅磚；其中，橋上護欄與橋墩壁柱採用的是強度、耐久性均較高的過燒磚，其顏色與拱券、側壁所使用的紅磚有些不同。
當時之所以採磚造拱橋的設計，而非已經標準化的鋼梁橋、桁架橋，主要原因為橫川、輕井澤間的鐵路路線坡度相當大，橋梁段也需要繼續爬升，而鋼梁橋、桁架橋的標準工法需水平架設；再者，該段鐵路使用ABT式齒軌，齒軌鐵路機車於坡道上運行時，將對齒軌與軌框產生往坡下方向且相當巨大的力，需要透過道床來分散、傳遞；因此，碓冰第三橋梁與該路段上多數橋梁均設計為有道床的磚造拱橋。
第1橋台和所有墩柱均採直接基礎設於岩盤上；而第2橋台處岩盤則較深，故使用橢圓形磚造沉箱基礎，但在挖掘時遇障礙物，另外又挖了一條坑道將其排除後，箱體才得以順利下沉。另外，考量到四座拱券距谷底的高度，每支墩柱上部都留有突出的石塊，拱券施作時得以直接於其上搭建所需的支撐架。

#### 補強
1894年（明治27年）的地震後，橋梁的第4拱券與第2橋台多處出現龜裂，同年開始針對第3墩柱、第4拱券、第2橋台進行補強工程，至隔年完工。1896年（明治29年），為了應對即將投入運用的新型鐵路機車（重量約為原來的1.5倍），又對剩下的橋台、拱券、墩柱都進行了結構補強；補強後，整座橋梁的紅磚總使用量接近300萬個。
橋梁前後經過兩次補強工程後，第1、2、3拱券內徑縮小到16.5公尺，第4拱券則縮小到了16公尺；另外，每支墩柱的尺寸也都擴大到原先的兩倍以上，整座橋梁大致已是當今所見的樣貌，與1892年（明治25年）剛完工時俐落的造型已經有了相當大的區別。補強工程中亦有在加厚的墩柱上預留突出的石塊，其功能與前述相同。此後又經歷了鐵路機車重量增大、路線運載量增加，碓冰第三橋梁都未再進行過補強。
1995年（平成7年）的調查指出，橋梁第4拱券的補強部分發現裂縫，但並未深入到補強前的原拱券。修復工程前的檢查中又發現裂縫已在拱頂閉合，故決定採用灌注工法，並選用無機奈米顆粒材料來灌注，以避免紅磚損壞，施工過程也盡可能地保留了原來的表面紋理。

## 圖片集

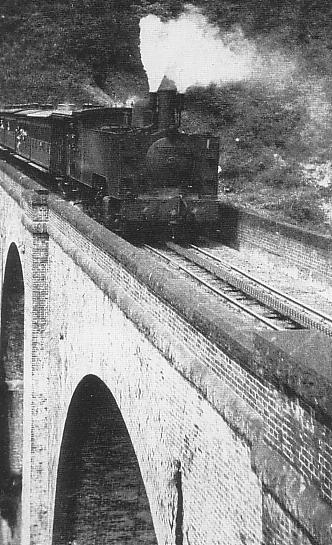
蒸汽機車行經橋梁
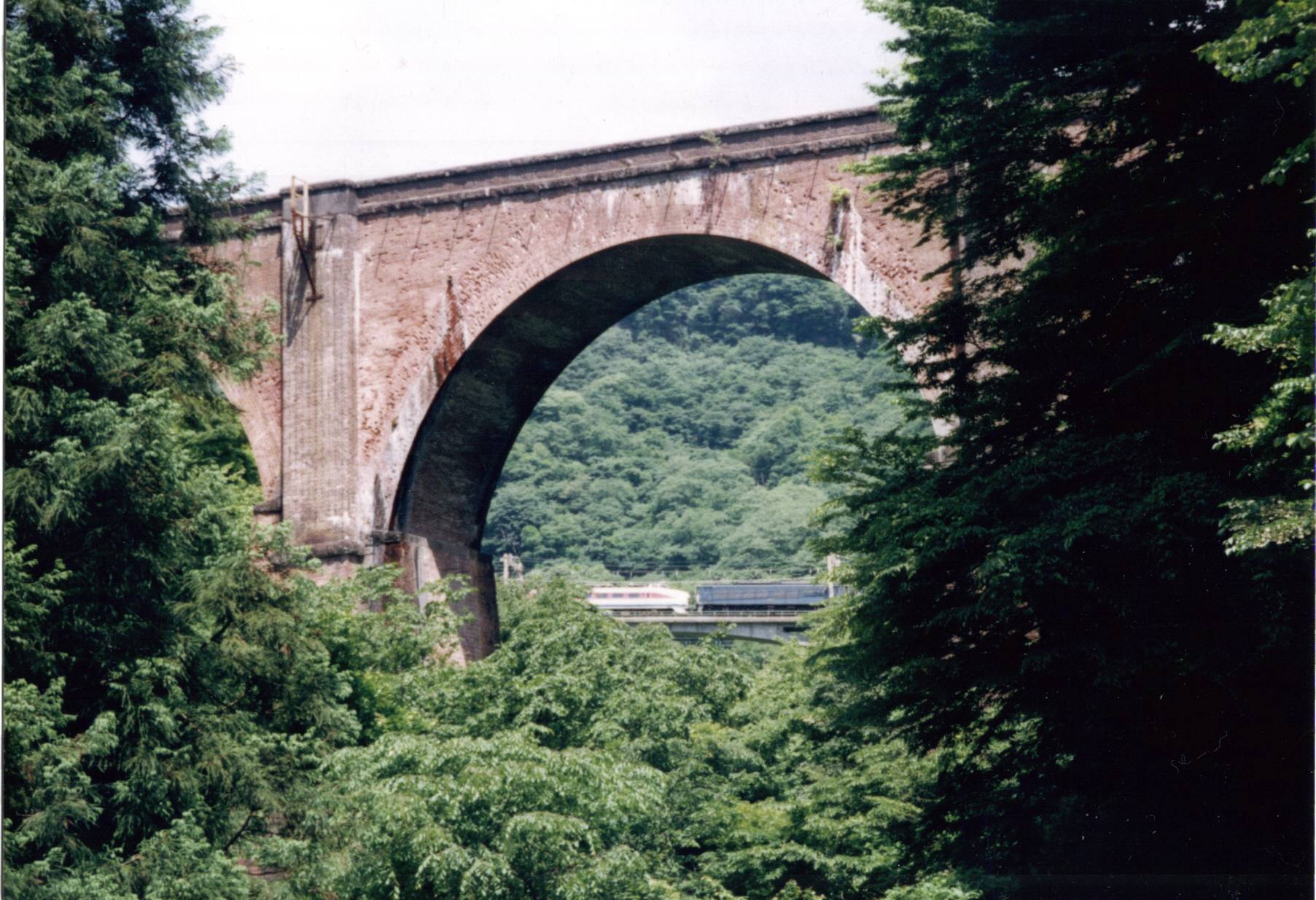
遠處可見新碓冰川橋梁
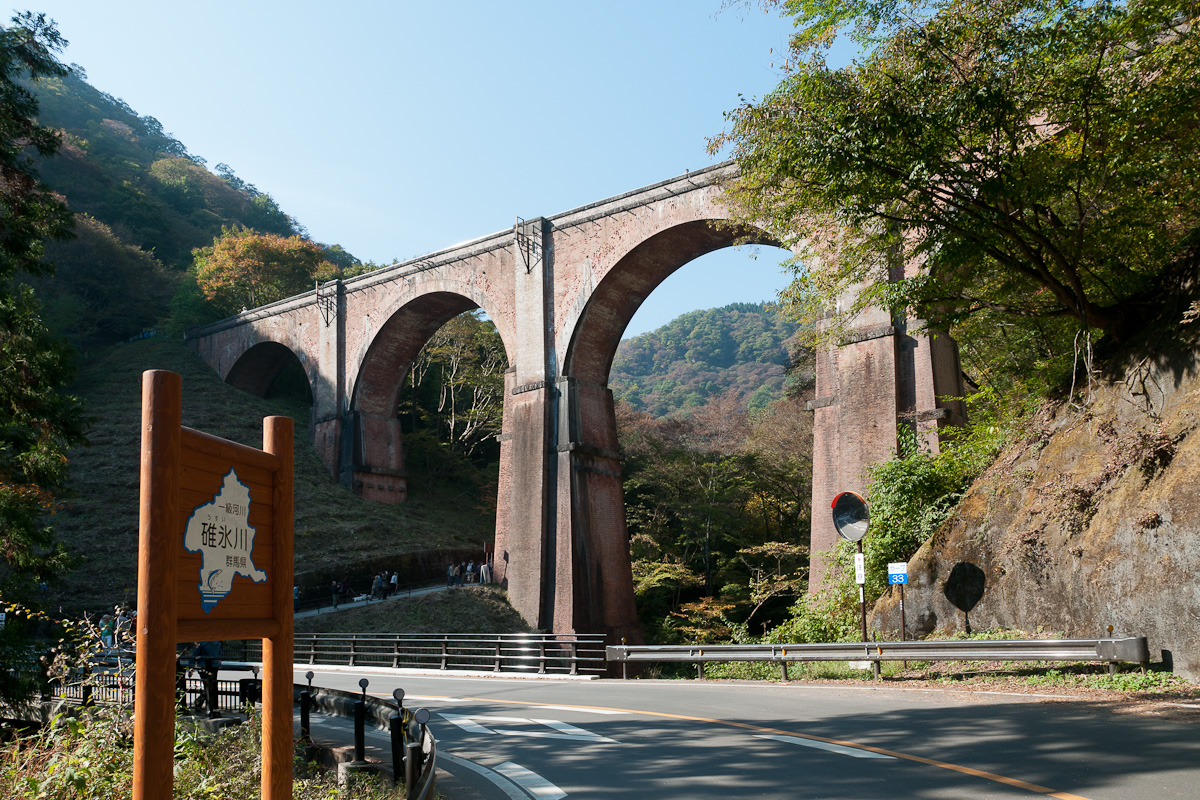
橋梁跨越碓冰川
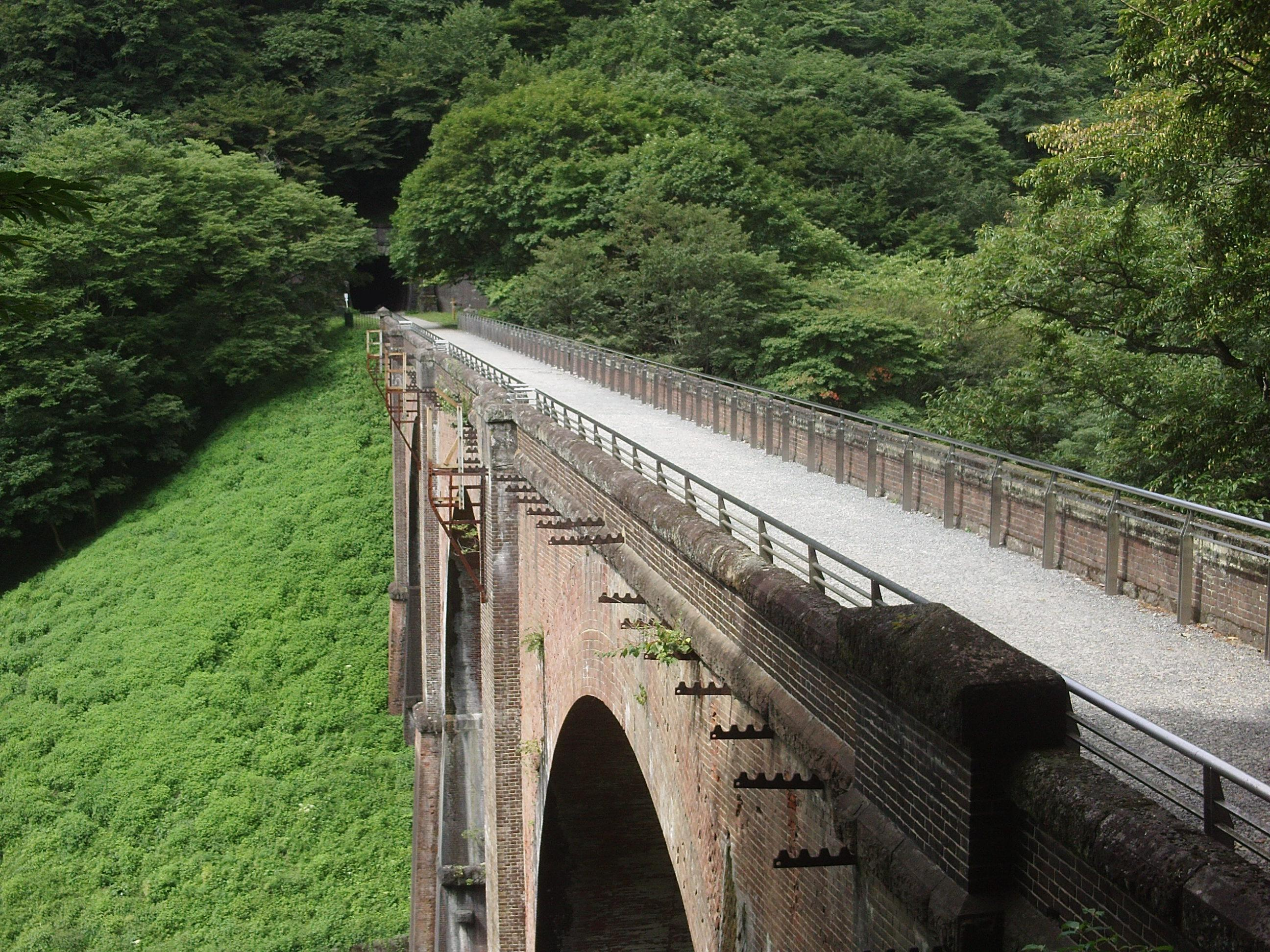
橋梁上的步道
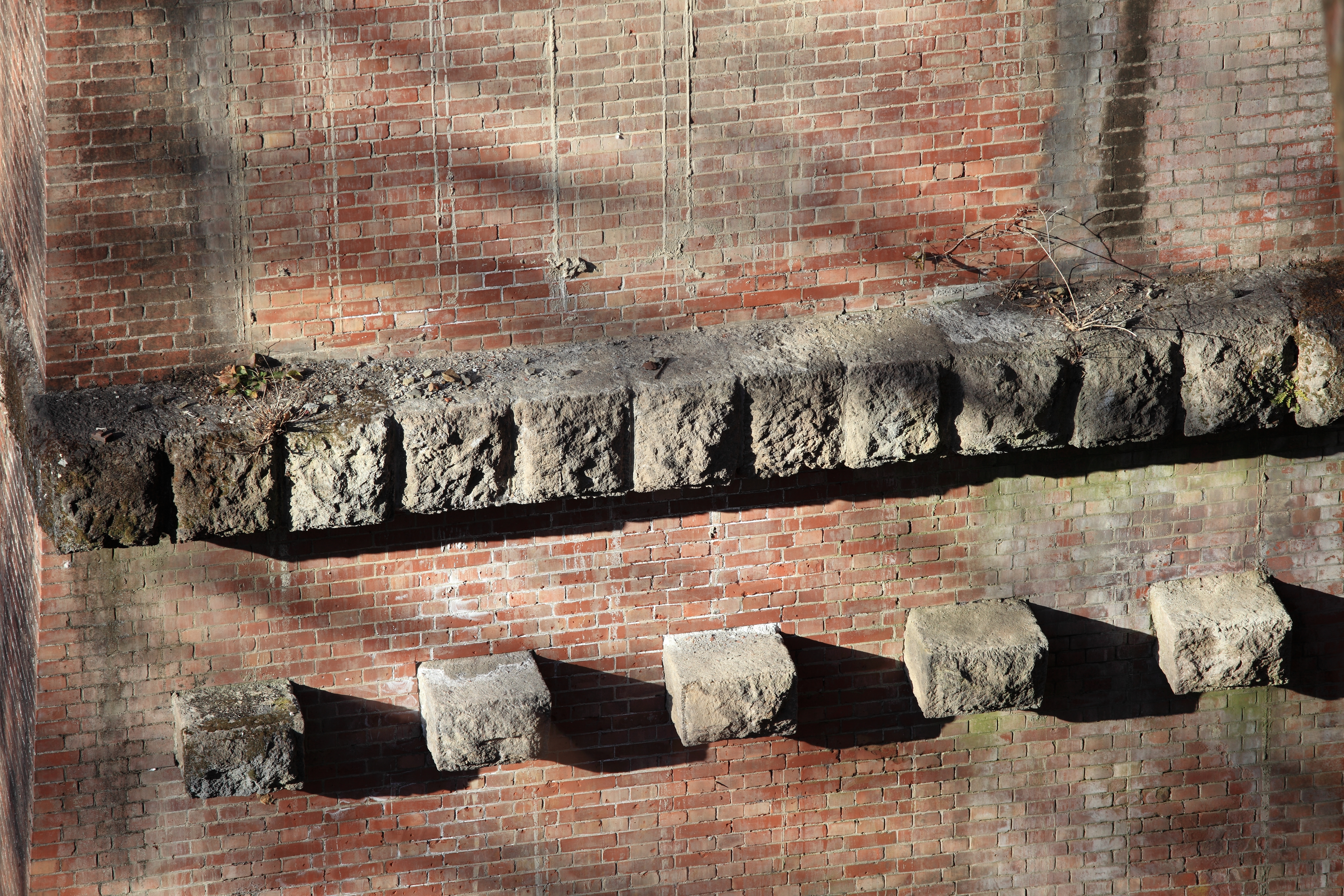
墩柱上突出的石材